# 범프 함수

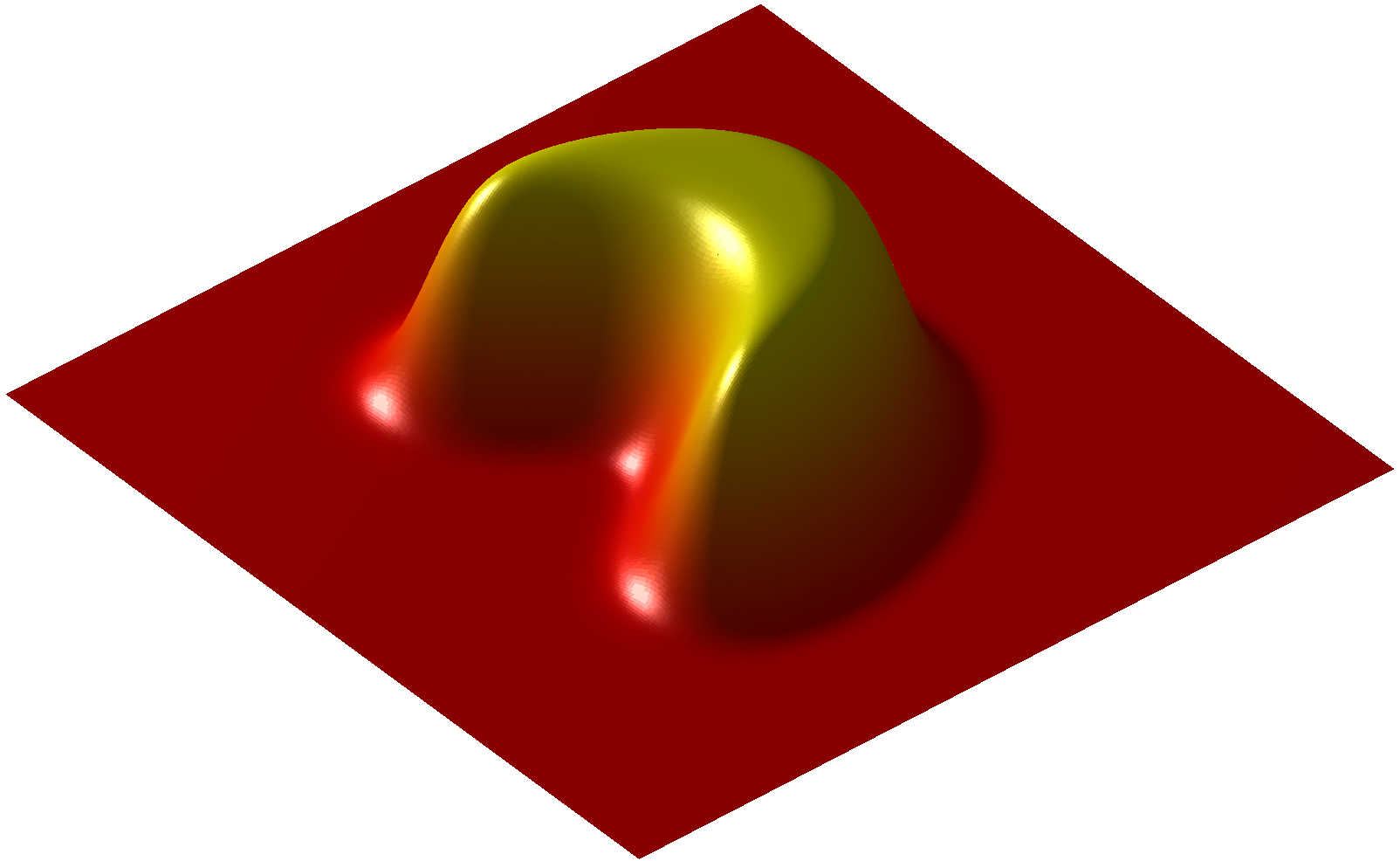
두 변수의 범프함수의 예시이다.

범프 함수는 유클리드 공간Rn에서 매끄러운 함수이면서 콤팩트 지지 집합인 함수f : Rn → R이며, '테스트 함수[φ]라고도 불린다. Rn에서 정의된 모든 범프 함수의 공간은 {\displaystyle C_{0}^{\infty }(\mathbf {R} ^{n})} 이나 {\displaystyle C_{c}^{\infty }(\mathbf {R} ^{n})}로 표기할 수 있다. 적절한 위상수학이 적용된 이 공간의 쌍대 가군은 분포공간이다.

## 예시

함수 Ψ(x)

다음과 같이 정의된 함수 Ψ : R → R는 일차원에서의 범프 함수의 예시이다.
{\displaystyle \Psi (x)={\begin{cases}\exp \left(-{\frac {1}{1-x^{2}}}\right)&{\mbox{ for }}|x|<1\\0&{\mbox{ otherwise}}\end{cases}}}
이 함수는 정의를 보면 콤팩트 지지 함수임을 알 수 있다. 이 함수의 실선은 유계 지지 함수이며 닫힌 지지함수일 경우에만 콤팩트 지지 함수이다. 이 함수가 매끄러움을 증명하려면 비 해석적 매끄러운 함수의 함수와 같은 과정을 거친다. 이 함수는 단위 디스크에 맞게 축적시킨 가우스 함수{\displaystyle e^{-y^{2}}}로 해석될 수 있다: {\displaystyle y^{2}=1/(1-x^{2})}로 치환하여 x = ±1로 갈 때 y = ∞으로 대응 시키는 것이다.
단순한 n차원의 범프 함수의 예시는 위의 함수에 각 변수를 넣어 곱한 것으로 얻을 수 있다.
{\displaystyle \Phi (x_{1},x_{2},\dots ,x_{n})=\Psi (x_{1})\Psi (x_{2})\cdots \Psi (x_{n}).}

## 범프 함수의 존재성

생성하는 과정에서의 잡합의 모식도

범프 함수는 "특정화 하기 위해서" 만들 수 있다. 공식으로는, K가 임의의 n차원의 콤팩트 집합이고 U가 K를 포함하는 열린 집합이라고 하면, 항상 K에서 1 이고 U외부에서 0인 범프 함수 φ가 존재한다. 심지어 U가 K에서 매우 조금 떨어져 있다고 하더라도 항상 K에서 1이고, K외부에서 급격하게 0으로 떨어지면서도 매끄러운 함수인 범프 함수가 존재한다.
생성과정은 다음과 같다. 한 방법은 K ⊂ Vo ⊂ V ⊂ U를 만족하도록 하는 U에 포함되면서 K에 조금 떨어진 콤팩트한 V를 두는 것이다. 또 다른 방법은 V에서 1이고, V외부에서는 0인 V의 특성 함수{\displaystyle \chi _{V}}를 두는 것이다. 하지만 이 함수는 매끄럽지 않기 때문에 요점은 함수 {\displaystyle \chi _{V}}와 완화자의 합성곱을 구함으로써 {\displaystyle \chi _{V}}를 매끄럽게 하는 것이다. 후자는 단순히 적분이 1인 지지집합이 매우 작은 범프 함수이다. 이러한 완화자는 예를 들면 위의 범프 함수{\displaystyle \Phi }에 적절한 크기변환을 함으로써 얻을 수 있다.

## 속성과 활용
범프 함수는 매끄럽지만 동일하게 사라지지 않는 이상 해석적일 수는 없다. 이것은 항등 정리의 단순한 결과이다.
범프 함수는 매끄러운 단위 분할을 생성하기 위해서 매끄러운 절단함수의 형태로 완화자역할을 한다. 이것은 해석학에서 흔히 테스트 함수로 사용된다.
범프 함수는 많은 연산에 대해서 닫혀있다. 예를 들면, 합이나 곱, 또한 두 범프 함수간의 합성곱은 범프 함수이며, 매끄러운 수를 계수로 가지는 미분 연산자를 범프함수에 적용한 것 또한 범프 함수이다.
범프 함수의 푸리에 변환은 (실)해석 함수이며, 복소평면 전체로 확장할 수 있다: 따라서 오직 전해석 범프 함수만이 영함수이므로 0이 아닌 이상 콤팩트하게 지지받지 못한다.(페일리 위너 정리) 범프 함수는 무한하게 미분 가능하기 때문에 큰 각 주파수|k|에 대한 푸리에 변환F(k)는 1/k의 유한한 거듭제곱 보다 빠르게 감소해야 한다. 특별한 범프함수
{\displaystyle \Psi (x)=e^{-{\frac {1}{1-x^{2}}}}\mathbf {1} _{\{|x|<1\}}}
의 푸리에 변환은 안장점 방법을 통해 분석가능하고, 큰 |k|에서 아래와 같이 점근적으로 감소한다.
{\displaystyle |k|^{-{\frac {3}{4}}}e^{-{\sqrt {|k|}}}}

## 같이 보기
- 라플라시안 지표
- 비 해석적 매끄러운 함수